# If Time Is All I Have
If Time Is All I Have è un singolo del cantautore britannico James Blunt, pubblicato il 4 aprile 2011 come terzo estratto dal terzo album in studio Some Kind of Trouble.

## Descrizione
Il brano, composto da James Blunt ed Eg White e prodotto da Steve Robson, è stato estratto come terzo singolo dall'album Some Kind of Trouble, mentre in Australia è uscito come secondo singolo, dove ha raggiunto il 53º posto in classifica.
If Time Is All I Have presenta una copertina simile a quella utilizzata per il precedente singolo So Far Gone, ma con uno sfondo a base rossa anziché nera. Entrambe le uscite presentano sul disco l'immagine del bambino dell'artwork di Some Kind of Trouble.

## Video musicale
Il videoclip del brano, diretto da Robert Hales, è stato pubblicato in anteprima sul canale YouTube del cantautore il 14 marzo 2011. La clip mostra Blunt che cammina per le strade di Los Angeles, testimone di incidenti che cambiano la vita e che riflettono il testo della canzone.

## Tracce
CD promo / download digitale
1. If Time Is All I Have – 3:36

## Classifiche
| Classifica (2011) | Posizione massima |
| ----------------- | ----------------- |
| Australia         | 53                |